# David Williams (oficial de marina)
Sir David Williams (22 de octubre de 1921 – 16 de julio de 2012) fue oficial de Marina británico y gobernador de Gibraltar de 1982 hasta 1985. Está casado y tiene dos hijos.

## Biografía
Williams fue nombrado oficial de Bandera Segundo al Mando de la Flota del Lejano Oriente en 1970. Nombrado Oficial de Bandera, Segunda Flotilla de marzo de 1971 a marzo de 1972. Fue promocionado a director general, Mano de Obra Naval y Entrenamiento desde abril de 1972 hasta febrero de 1974. Luego fue ascendido a Segundo Lord del Mar y Jefe de Personal Naval en 1974; y luego comandante en Jefe del Comando Naval del Hogar de 1976 a 1979 cuando se retiró.
Entre 1980 y 1982 fue jefe de la Royal Navy Club de 1765 & 1785 (United in 1889). En 26 de octubre de 1982 fue Gobernador de Gibraltar. Permaneció en esta posición tres años hasta el 19 de noviembre de 1985.
Fue vicepresidente de la Sociedad del Patrimonio de los Amigos de Gibraltar.